# Lev, čarodějnice a skříň
Lev, čarodějnice a skříň (v originále The Lion, the Witch and the Wardrobe, v překladu použitém na audiokazetách Lev, čarodějnice a šatník) je knížka autora C. S. Lewise z roku 1950, jedna ze sedmi knih Letopisů Narnie.
Hlavními hrdiny příběhu jsou čtyři děti, sourozenci, které se za války dostanou do jednoho starého venkovského domu, kde objeví vchod do jiného světa. V něm čas utíká jinak, než v našem světě. V tom jiném světě se vyskytují mluvící zvířata a zvláštní tvorové, jako fauni nebo obři.

## Příběh
Jako první se dostane do Narnie Lucie, která se zde seznámí s faunem Tumnem. Od něj se dozví, že Narnie je pod vládou kruté čarodějnice a že už mnoho let je zde pouze zima a nikdy žádné Vánoce.
Později se do Narnie dostane i Edmund, ten ovšem potká přímo Bílou čarodějnici a od ní dostane za úkol přivést do Narnie a na její hrad i své sourozence. Čarodějnice se totiž obává dávné věštby, která říká, že na trůny v královském hradě Cair Paravel usednou dva synové Adamovi a dvě dcery Eviny, a její vláda tím skončí.
Později se skutečně dostanou všichni čtyři sourozenci do Narnie, kde zjistí, že faun Tumnus byl zajat čarodějnicí. Setkají se s panem Bobrem, který je vezme do svého příbytku a seznámí je s okolnostmi. Také jim řekne, že se blíží Aslan, mocný lev a pravý vládce Narnie. Edmund uteče za Bílou čarodějnicí, které prozradí, že jeho sourozenci jsou v Narnii a že Aslan se blíží.
Ostatní tři děti pospíchají na místo, kde se má Aslan objevit, po cestě potkávají první známky slábnoucí moci čarodějnice — začínající oblevu a Vánočního dědečka, který je obdaruje. Petr dostane jako vánoční dárek meč, Zuzana luk, šípy a kouzený roh, který má přivolat pomoc, a Lucie dostane lahvičku s léčivou tekutinou.
Bílá čarodějnice se chystá zabít Edmunda jakožto zrádce, Aslan se však obětuje a nechá se zabít místo něho. Ráno však obživne a pomůže dětem zvítězit v bitvě proti čarodějnici. Její moc je zlomena a Edmund zachráněn.
Všechny čtyři děti se poté ujmou vlády nad Narnií a vládnou po dlouhá léta, dokud jednou, už jako dospělí, při lovu nenarazí na místo, kudy kdysi do Narnie přišly. Vrátí se zpět do našeho světa, kde mezitím neuplynula ani hodina.

## Film
Kniha byla v roce 2005 zfilmována.
| Letopisy Narnie (řazení podle narnijského času) | Letopisy Narnie (řazení podle narnijského času) | Letopisy Narnie (řazení podle narnijského času) |
| ----------------------------------------------- | ----------------------------------------------- | ----------------------------------------------- |
| Předchůdce: Čarodějův synovec                   | - Lev, čarodějnice a skříň                      | Nástupce: Kůň a jeho chlapec                    |

| Letopisy Narnie (původní řazení) | Letopisy Narnie (původní řazení) | Letopisy Narnie (původní řazení) |
| -------------------------------- | -------------------------------- | -------------------------------- |
| -                                | 1950 Lev, čarodějnice a skříň    | 1951 Princ Kaspian               |